# Leopoldo V de Habsburgo
Leopoldo V de Habsburgo  (Graz, 9 de outubro de 1586 — Schwaz, Tirol, 13 de setembro de 1632). Arquiduque da Áustria e Conde do Tirol. Era a décima segunda criança e o quinto filho do arquiduque Carlos II de Áustria e de Maria Ana de Baviera. Seus avós paternos eram o imperador Fernando I e Ana da Boêmia e Hungria, e seus avós maternos o duque Alberto V da Baviera e a arquiduquesa Ana de Áustria (irmã mais velha de seu pai).
Foi nomeado Conde do Tirol após a morte de seu tio paterno, o arquiduque Fernando II da Áustria e foi bispo de Passau e Estrasburgo (até 1625).
Casou-se com Cláudia de Médici, com quem teve cinco filhos:
- Maria Leonor de Habsburgo (1627-1629), Arquiduquesa de Áustria;
- Fernando Carlos de Habsburgo (1628-1662), Arquiduque de Áustria e conde do Tirol sendo sucessor de seu pai;
- Isabel Clara de Habsburgo (1629-1685), Arquiduquesa de Áustria;
- Sigismundo Francisco (1630-1665), Arquiduque de Áustria e conde do Tirol, sendo sucessor de seu irmão mais velho;
- Maria Leopoldina da Áustria-Tirol (1632-1649) Arquiduquesa de Áustria. Casou-se com o primo Fernando III.

Leopoldo se opôs a política do imperador Rodolfo II, para logo apoiar a de Matias e depois a de Fernando II.